# Hoog en Woud Harnasch
Hoog en Woud Harnasch est une ancienne commune néerlandaise située en province de Hollande-Septentrionale.
Vieux hameau situé dans le Harnaschpolder à l'ouest de Delft, Hoog en Woud Harnasch est érigé en commune indépendante dès la fin du XVIIIe siècle. Après un premier rattachement à 't Woud le 1er janvier 1812, Hoog en Woud Harnasch redevient indépendant le 1er avril 1817. Toutefois, la commune est trop petite pour rester indépendante ; dès 1833, elle est rattachée à Hof van Delft.